# Epiphyllum thomasianum
Az Epiphyllum thomasianum egy epifita kaktusz, melynek nagyméretű virágai emlékeztetnek a Selenicereus chrysocardium fajéra. Backeberg a Marniera genusba sorolta.

## Elterjedése és élőhelye
Mexikó: Chiapas állam; Guatemala; Nicaragua; 1000–2000 m tszf. magasságban.

## Jellemzői
Elsődleges hajtásai 3,75 m-nél hosszabbak is lehetnek, tövük hengeres, majd szögletessé, bordázottá, végül lapítottakká válnak. Másodlagos ágak a felső feléből eredhetnek az elsődleges hajtásoknak. A hajtások mélyzöld színűek. Virágai 280–340 mm hosszúak, a tölcsér 200–240 mm hosszú, szirmai 120–135 mm hosszúak. A külső szirmok vöröses, zöldes vagy sárgás árnyalatúak, a belsők fehérek, a porzók sárgák, a portokok barnák, a bibe sárga. Termése szögletes, különösen tövi részén, bíborvörös színű, a pulpa fehér. Magjai 2,8×2,1 mm nagyságúak, feketék.

## Rokonsági viszonyai
Hasonlít az Epiphyllum oxypetalumra, de hajtásai vaskosabbak, az élek néha barnásak, virágai eltérőek, a porzószálak sárgák.